# Kostas Georgakopoulos
Konstantinos Georgakopoulos, detto Kostas (in greco: Κωνσταντίνος Γεωργακόπουλος; Atene, 14 luglio 1963), è un ex discobolo greco.

## Palmarès
| Anno | Manifestazione          | Sede        | Evento           | Risultato | Misura  | Note                                              |
| ---- | ----------------------- | ----------- | ---------------- | --------- | ------- | ------------------------------------------------- |
| 1983 | Giochi del Mediterraneo | Casablanca  | Lancio del disco | Oro       | 62,58 m | Record dei Giochi · Miglior prestazione personale |
| 1983 | Mondiali                | Helsinki    | Lancio del disco | 13º       | 59,54 m |                                                   |
| 1984 | Olimpiadi               | Los Angeles | Lancio del disco | 11º       | 60,30 m |                                                   |
| 1987 | Giochi del Mediterraneo | Latakia     | Lancio del disco | Argento   | 59,65 m |                                                   |
| 1987 | Mondiali                | Roma        | Lancio del disco | -         | NM      |                                                   |